# Gran Sasso - Monti della Laga Nemzeti Park
A Gran Sasso - Monti della Laga Nemzeti Park Olaszország három régiójának (Abruzzo, Lazio és Marche) közel 150 000 hektárnyi területét foglalja el és ezzel az ország legnagyobb nemzeti parkja. A parkot 1991-ben alapították.

## Földrajzi jellemzése
A nemzeti park a két névadó hegység területét foglalja magába: Gran Sasso d’Italia és Monti della Laga. Területén fekszik az Appenninek legmagasabb csúcsa a Corno Grande (2912 m) valamint Európa legdélebbi gleccsere, a Calderone. A hegységeket elsősorban dolomitok és mészkövek építik fel, melyekben látványos karsztjelenségek alakultak ki (búvópatakok, dolinák, szurdokvölgyek stb.). A parkot átszelő folyók és hegyipatakok mentén számos vízesés található, melyek nagy része télen befagy.

## Növényvilága
A park területén több mint 2000 növényfaj él, melyek nagy része védett. A magas fekvésű területeken élő endémikus növények közül megemlítendők: hérics (Adonide ricurva), majellai ibolya, az appennin havasi gyopár, ürömfajok, fekete áfonya valamint kőtörőfüvek. Alacsonyabb területeken élnek a Goniolimon italicum, az Astragalus aquilanus valamint az Adonis vernalis. A park jelentős részét bükkerdők borítják. 

## Állatvilága
Az Appenninekben egyedül itt, a park területén él az abruzzói zerge, mely az utóbbi évszázadban veszélyeztetett faj lett a túlzott vadászat miatt. 
A park területén élő további állatfajok: gímszarvas, európai őz, appennin farkas, barna medve, nyest, vadmacska, borz, görény és vaddisznó.
A madarak közül a parkban él a: szirti sas, vándorsólyom, galambászhéja, kis sólyom, fülesbagoly, hósármány és szirti fogoly.
A hüllők  közül a parkban fellelhető nagyobb parlagi vipera populációk, rézsikló és erdei sikló populációk. Endemémikus fajnak számítanak a: pápaszemes szalamandra és a földi gőte.

## Látnivalók
- a park Lazio területére eső része Amatrice központtal, híres olasz kézműves vidék
- a Tronto folyó völgye, több erődítménnyel, valamint az egykori szénégetőkkel
- a Salinello környéki szurdokvölgyek ókori nekropoliszokkal
- a Monti della Laga erdőségei
- a Tivo és Vomano folyók völgyei népes zergepopulációkkal és látványos vízesésekkel

## Települések a park területén
- L’Aquila megye

Barete, Barisciano, Cagnano Amiterno, Calascio, Campotosto, Capestrano, Capitignano, Carapelle Calvisio, Castel del Monte, Castelvecchio Calvisio, L’Aquila, Montereale, Ofena, Pizzoli, Santo Stefano di Sessanio, Villa Santa Lucia degli Abruzzi
- Ascoli Piceno megye

Acquasanta Terme, Arquata del Tronto
- Pescara megye

Brittoli, Bussi sul Tirino, Carpineto della Nora, Castiglione a Casauria, Civitella Casanova, Corvara, Farindola, Montebello di Bertona, Pescosansonesco, Villa Celiera
- Rieti megye

Accumoli, Amatrice
- Teramo megye

Arsita, Campli, Castelli, Civitella del Tronto, Cortino, Crognaleto, Fano Adriano, Isola del Gran Sasso d'Italia, Montorio al Vomano, Pietracamela, Rocca Santa Maria, Torricella Sicura, Tossicia, Valle Castellana.